# Motocyklowe Grand Prix Południowej Afryki
Motocyklowe Grand Prix RPA – była eliminacja Mistrzostw Świata Motocyklowych Mistrzostw Świata rozgrywana w latach: od 1983 do 1985, w 1992 i od 1999 do 2004 roku. Wyścigi odbywały się na torach Kyalami i Phakisa Freeway.

## Lista zwycięzców
| Rok  | Data                 | 125 cm³            | 250 cm³              | MotoGP          |
| ---- | -------------------- | ------------------ | -------------------- | --------------- |
| 2004 | 18 kwietnia 2004     | Andrea Dovizioso   | Daniel Pedrosa       | Valentino Rossi |
| 2003 | 25 kwietnia 2003     | Daniel Pedrosa     | Manuel Poggiali      | Sete Gibernau   |
| 2002 | 21 kwietnia 2002     | Manuel Poggiali    | Marco Melandri       | Tohru Ukawa     |
| Rok  | Data                 | 125 cm³            | 250 cm³              | 500 cm³         |
| 2001 | 22 kwietnia 2001     | Youichi Ui         | Daijiro Kato         | Valentino Rossi |
| 2000 | 19 marca 2000        | Arnaud Vincent     | Shinya Nakano        | Garry McCoy     |
| 1999 | 10 października 1999 | Gianluigi Scalvini | Valentino Rossi      | Max Biaggi      |
| 1992 | 6 września 1992      | Jorge Martínez     | Max Biaggi (Aprilia) | John Kocinski   |
| 1985 | 23 marca 1985        |                    | Freddie Spencer      | Eddie Lawson    |
| 1984 | 25 marca 1984        |                    | Patrick Fernandez    | Eddie Lawson    |
| 1983 | 19 marca 1983        |                    | Jean-François Baldé  | Freddie Spencer |